# كريستوفر نولان
السير كريستوفر إدوارد نولان (بالإنجليزية: Sir Christopher Edward Nolan) (مواليد 30 يوليو 1970) هو مخرج ومنتج أفلام وكاتب سيناريو بريطاني أمريكي. يُعرف بإنتاجه لأفلام هوليوودية ضخمة ذات سرد قصصي معقّد، ويُعتبر أحد أبرز صُنّاع السينما في القرن الحادي والعشرين. تجاوزت إيرادات أفلام نولان 6.6 مليار دولار أمريكي على مستوى العالم، مما يجعله سابع أعلى المخرجين تحقيقًا للإيرادات في تاريخ السينما. نال نولان العديد من الجوائز، من بينها جائزتا أوسكار، وجائزة غولدن غلوب وجائزتا أكاديمية البريطانية (بافتا). اختارته مجلة تايم ضمن مئة شخص الأكثر تأثيرا في العالم سنة 2015. حصل على رتبة الإمبراطورية البريطانية عام 2019، ومنح لقب فارس حدث في عام 2024 تقديرًا لإسهاماته في مجال السينما.
أبدى نولان اهتمامًا بصناعة الأفلام منذ سن مبكرة. وبعد دراسته للأدب الإنجليزي في كلية لندن الجامعية، أخرج عدة أفلام قصيرة قبل أن يقدّم أول أفلامه الروائية الطويلة تتبع (1998)، ونال شهرة عالمية مع عمله الثاني تذكار (2000). ثم انتقل إلى العمل ضمن استوديوهات هوليوود بإخراجه أرق (2002). أصبح نولان من كبار مخرجي هوليوود بعد إخراجه ثلاثية فارس الظلام بين عامي 2005 و2012، وفيلم السحر والدراما وواصل نجاحه مع أفلام مثل العظمة (2006) واستهلال (2010) وبين النجوم (2014) ودونكيرك (2017). بعد طرح فيلم عقيدة (2020)، أنهى نولان تعاونه الطويل مع شركة وارنر برذرز بيكتشرز، ووقّع عقداً مع يونيفرسال بيكتشرز لإنتاج فيلم السيرة الذاتية أوبنهايمر (2023)، والذي نال عنه جائزتي أوسكار لأفضل مخرج وأفضل فيلم.
تُدرج أعمال نولان بانتظام ضمن قوائم أفضل الأفلام في عقودها المختلفة. وتتسم أفلامه بنظرة ماورائية عميقة، حيث تتناول موضوعات مثل: نظرية المعرفة والوجودية والأخلاقيات وبنية الزمن والطبيعة القابلة للتشكّل للذاكرة والهوية الشخصية. تتميّز أفلامه بصور ومفاهيم مستوحاة من الرياضيات وهياكل سردية غير تقليدية ومؤثرات عملية، ومقاطع صوتية تجريبية، وتصوير سينمائي على أفلام كبيرة الحجم (مثل 70مم وIMAX)، بالإضافة إلى رؤى مادية تركز على العالم المحسوس. وقد كتب كريستوفر العديد من أفلامه مع أخيه جوناثان نولان، كما أسّس شركة إنتاج سينكوبي ويديرها مع زوجته إيما توماس.

## النشأة
وُلِد كريستوفر إدوارد نولان في 30 يوليو 1970 في وستمنستر، لندن، وهو ابن لأب إنجليزي يُدعى بريندان جيمس نولان كان يَعملُ كاتِبَ إعلاناتٍ في مَجال الدعاية وأُمّ أمريكية تُدعى كريستينا وكانت مضيفة طيران ومعلمة لغة إنجليزية. أمضى نولان طفولته مُتنقّلاً ما بينَ لندن وشيكاغو على حدٍ سواء، ولديه جنسية بريطانية وأمريكية. ولديه أخٌ أكبَر منه يُدعى ماثيو وهو مُدانٌ لجريمة ما، والأصغر يُدعى جوناثان. بدأ نولان في صُنعِ الأفلام في سِن السابعة مُستخدمًا كاميرا والده ومصورًا ألعابه. خلال نشأته، أعجب نولان بـحرب النجوم وبعمر الثامنة صنع فيلم إيقاف الحركة تكريماً لـحرب النجوم وكان يحمل اسم حرب الفضاء. خاله الذي كان يعمل في ناسا في بناء أنظمة توجيه لصواريخ أبولو، أرسل له بعض لقطات إطلاق الصواريخ، والتي استخدمها نولان في حرب الفضاء، حيث علق فيما بعد قائلا، «لقد صورت اللقطات مجددا من على الشاشة ووضعتها في الفيلم ظانًا بأن لا أحد سوف يلاحظ ذلك.»  من سِنّ الحادية عَشَر تطلع أن يُصبِحَ صانِع أفلامٍ مُحترف.

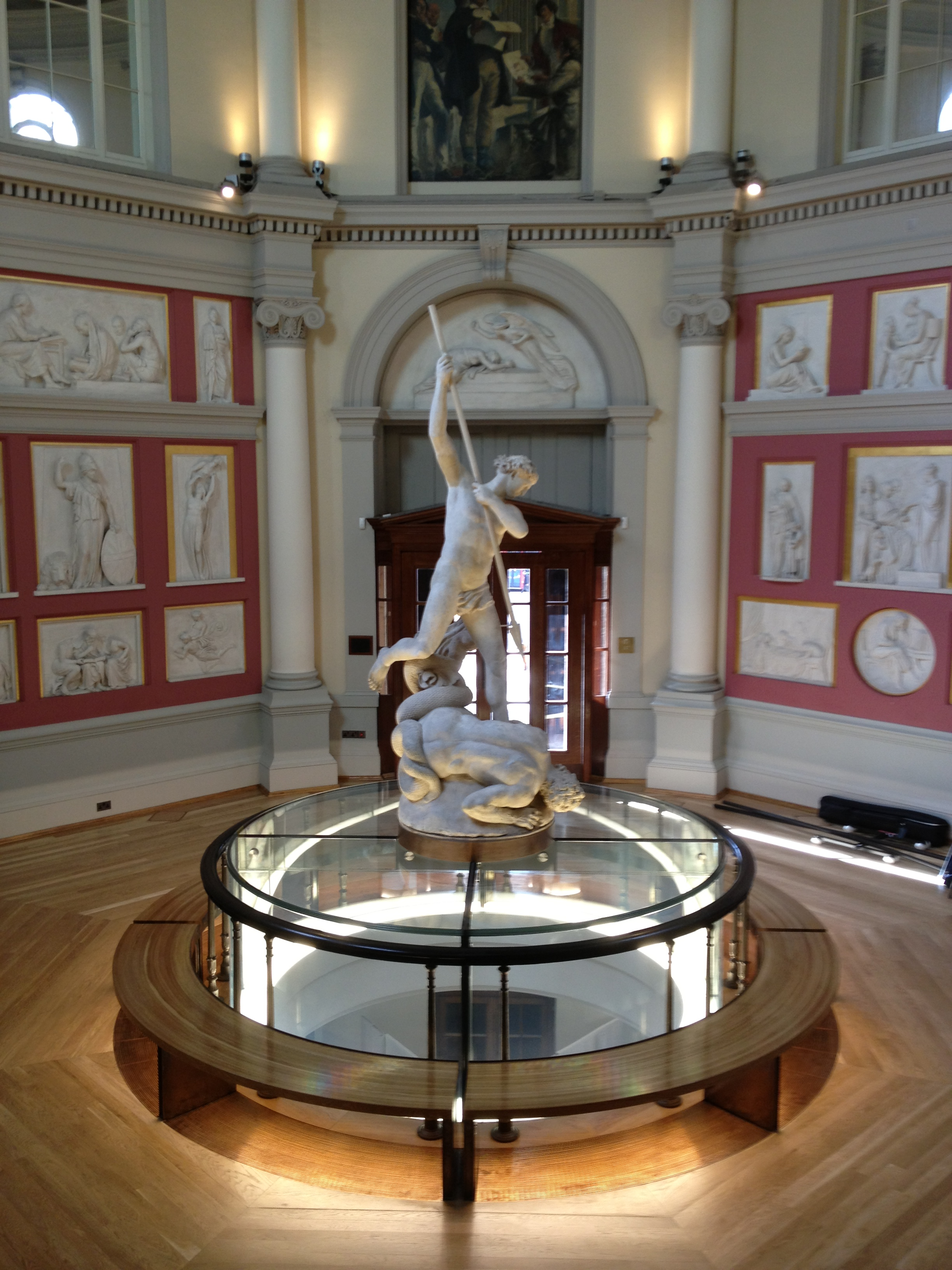
نولان ارتاد كلية لندن الجامعية، واستخدم أحد أروقتها لتصوير مشهد في استهلال (2010).

عندما انتقلتَ العائلة إلى شيكاغو في صِغَره، بدأ بإنتاج أفلامٍ بسيطة مع الأخوين أدريان وروكو بيليك. وقد استمرّ التعاون معهما، حيث اكتَسب سمعةً لمساعدته التحريرية في فيلمهم الوثائقي الذي رُشّح لجائزة الأوسكار جنكيز بلويز (1999م). كما عمل نولان بجانب روكو وجيفري جيتلمان حول توثيق رحلات السفاري عبر أربعة بلدان أفريقية نظمها المصور الصحفي الراحل دان إلدون في أوائل التسعينات. درسَ في مدرسة هيليبيري وامبريال سيرفيس كوليج الداخلية في هارتفوردشير، إنكلترا، ولاحقاً دَرسَ الأدب الإنجليزي في كلية لندن. اختار هذه الكلية خصيصاً بسبب مرافقها السينمائية. كان نولان رئيسَ جمعيّة اتحادِ الفيلم، حيث كان يعرض مع إيما توماس (حبيبته آنذاك وزوجته ومُنتجته المستقبلية) أفلام 35 مم أيام الدراسة ويستعمل المال الذي يكسبه من ذلك في صنع أفلام 16 مم خلال الصيف. خلالَ سنواتِ دراسته في الكلية أنتَجَ نولان فِيلمين قصيرين، تارنتيلا (Tarantella) أنتجهُ في 1989م. والآخر يُدعى سرقة (Larceny) أنتجه في 1995م وصُّوِرَه خلال عُطلة الأسبوع باللونين الأبيض والأسود مع طاقم ومُعدات وممثلين محدودين. وعُرِضَ في مهرجان كامبردج للأفلام في 1996م واعتُبِرَ من أفضلِ الأفلام التي أُنتِجت في الجامعة.
بعدَ تَخرُّجه من الجامعة، قام نولان بإخراج فيديوهات الشركات والأفلام الصناعية. وصَنع أيضاً فيلمه القصير الثالث حشرة دودل في 1997م مُدّته ثلاثُ دقائق، ويَحكي عن رَجُلٍ يُحاول قَتل حَشرةٍ بحذائه، وحينَ قتلِه لها يَكتشفُ أن الحَشرة ما هيَ إلا نَفسُه. خِلالَ تلك الفترة من مسيرته لم يُحقق كريستوفر النجاح المرجوّ في اجتِذابِ الأنظارِ إليه؛ مشيراً لاحقاً إلى «كومة رسائل الرفض» التي واجهت محاولاته الأولى في صناعة الأفلام، وأضاف قائلاً: «هناك مجموعة محدودة جداً من التمويل في المملكة المتحدة... لم أتلقى أي دعم على الإطلاق من السينما البريطانية.»

## مسيرته المهنية

### الأعمال المُبكّرة 1998-2002

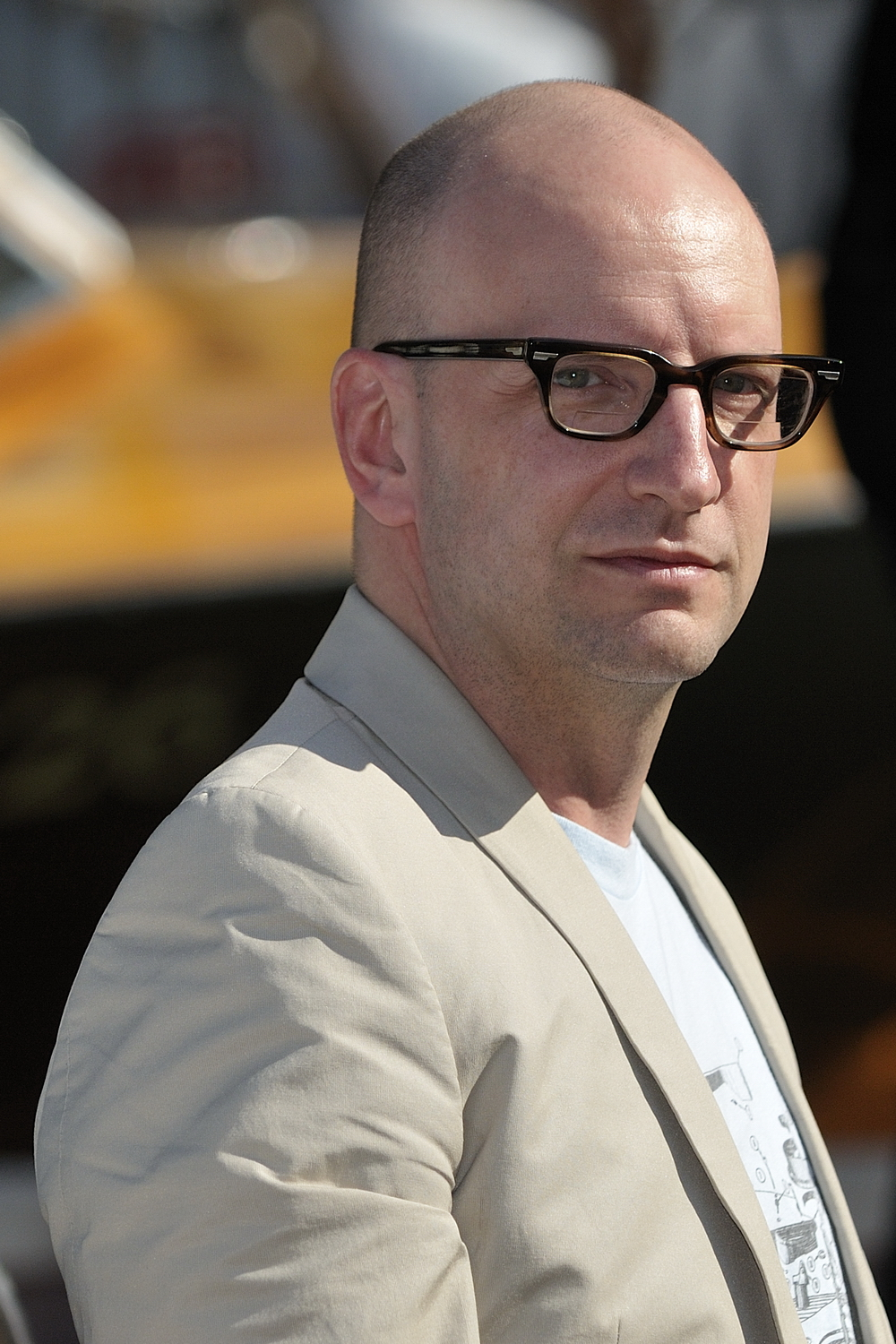
المخرج الحائز على الأوسكار ستيفن سودربرغ كان أحد أكبر الداعمين لنولان في انتقاله لإنتاج الأفلام في الاستوديوهات.

في 1998 قام نولان بإخراج أول أفلامه ويدعى تتبع، حيث قام بنفسه بتمويله وتصويره مع أصدقائه. يُصوّر الفيلم قصّة شابٍ عاطلٍ عن العمل يَنوي كَتابةَ رواية فيتبع رجالاً غُرباء حولَ شوارِع لندن ليُجَرّ لعالم الجريمة بعدَ فَشله بالابتعاد عنه. وقد استلهمَ نولان قَصّة الفيلم بعد عيشه في لندن وتَعرّض شقته للسرقة: «هناك علاقة مثيرة للاهتمام بين شخص غريب يبحث بممتلكاتك ومفهوم تتبع الناس عشوائياً خلال حشد ما - كلاهما يأخذانك خارج حدود العلاقات الاجتماعية العادية». بلغتْ ميزانيّة الفيلم 6000 دولار فقط، وتمّ تصويرُه في نهايات الأسبوعِ على مَدار سنة. للحفاظ على شريط التصوير من النفاذ، كل مشهد في الفيلم تم التدرب عليه بكثرة للتأكد من استخدامه في النسخة النهائية للفيلم بعد المحاولة الأولى أو الثاني لتصويره. قام نولان بإنتاج الفيلم مع إيما توماس وجيريمي ثيوبالد، وقام بتصويره وتحريره بنفسه. ربح الفيلم العديد من الجوائز خلالَ عرضِه في المهرجانات. ولَقِيَ الفيلم استحساناً من النُقّاد بشكلٍ عام. كتبت صحيفة النيويوركر أنه «يردد كلاسيكيات هتشكوك»، لكنه كان «أصغر وأشرس». وفي 11 ديسبمر 2012 صَدَرَ الفيلم على أقراص دي في دي وبلوراي.
| فرقٌ بين تصوير تتبع مع مجموعة أصدقاء مرتدين ملابسنا وأمي تصنع لنا الشطائر إلى إنفاق 4 مليون دولار من مال شخص آخر على تذكار والعمل مع طاقم من مئة شخص، حتّى اللحظة، هذه أكبر خطوة خطوتها في حياتي. |
| —نولان يتحدث عن القفزة من فيلمه الأولى إلى الثاني |

أتاحَ نَجاح تتبع لنولان صنع الفيلم الذي فتح أبواب الشهرة له، تذكار (2000م). خلال رحلة من شيكاغو إلى لوس أنجلوس خطرت ببال شقيقه جوناثان فكرة عن رجل مصاب بفقدان ذاكرة تقدمي يستخدم أوراقَ المُلاحظات والصوّر والوشومَ ليَصِلَ لقاتِل زوجته. كتب نولان سيناريو بحيث يروي قصة الرجل بالعكس. آرون رايدر المسؤول تنفيذيّ في شركة الإنتاج أفلام نيوماركت، قالَ: «يُمكنني القول بأنّ مسارَ القصّة والسيناريو هما الأكثَر ابتكاراً من بينِ ما شاهدته.» تم شراء حقوق الفيلم وأعطي ميزانية 4.5 مليون دولار أمريكي لصنعه. الفيلم من بطولة غاي بيرس وكاري آن موس، عُرِضَ لأوّل مرّة في سبتمبر 2000م خلالَ مهرجان البندقية السينمائي. وتلقى إشادة نقدية كبيرة. جو مورجنسترن الناقد لدى صحيفة وول ستريت جورنال كتب في مراجعته: «لا أتذكُّر فيلماً بهذا الذكاء والتأثير الغريب والممتع في نفس الوقت.» نَجَح الفيلم في شُبّاك التذكار وَوصلتْ إيراداتُه لأكثَر من 25 مليون دولار أمريكي. ونال العديد من الجوائز، من بينها ترشيح لجائزة أوسكار وجائزة غولدن غلوب لأفضل سيناريو، وحَصلَ كريستوفر على جائزة الروح المستقلّة لأفضل إخراج وأفضل سيناريو وتلقى ترشيح من النقابة الأمريكية للمخرجين. اعتُبِرَ تذكار من قبل العديد من النقاد واحد من أفضل أفلام العقدِ الأوّل من الألفيّة الثالثة.
أُعجِبَ ستيفن سودربرغ بـتذكار وقام بتوظيف نولان لإخراج الإثارة النفسية أرق (2002م). الفيلم من بطولةِ آل باتشينو وروبن ويليامز وهيلاري سوانك. في البداية أرادت وارنر بروز مخرج أكثر خبرة لكن سودربرغ وشركة إنتاجه أصرّوا على اختيارِ نولان كإصرارهم على المُصوّر السينمائي والي فيستر والمُحرّر دودي دورن. الفيلم وصف أنه «أقرب إلى أفلام هوليوود الاعتيادية أكثر من أي شيء قام به المخرج من قبل». أرق هو إعادة صنع لفيلم سنة 1997 النرويجي الذي يحمل نفس العنوان، وتدور أحداثه حول محققين جنائيين من لوس انجلوس يم إرسالهما لبلدة في شمال ألاسكا للتحقيق في مقتل مراهقة. تم إنتاج الفيلم بميزانية 46 مليون دولار وتلقى مرجعات إيجابية من النقاد ووَصَلتْ إيراداتُ الفيلم لأكثر من 113 مليون دولار عالمياً. الناقد السينمائي روجر إيبرت مدح الفيلم لتقديمه وجهات نظر وأفكار جديدة حول قضايا الأخلاق والشعور بالذنب. "على عكس معظم الإعادات، أرق نولان ليست إعادة باهتة، بل إعادة نظر في الموضوع [القصة] مثل إنتاج جديد لمسرحية جيدة. ريتشارد شيكل من مجلة تايم أعتبر أرق "خير خلف«لـتذكار، وانتصار لجو الفيلم على حبكته.»

### الانتقال للأفلام الضخمة 2003 -2007

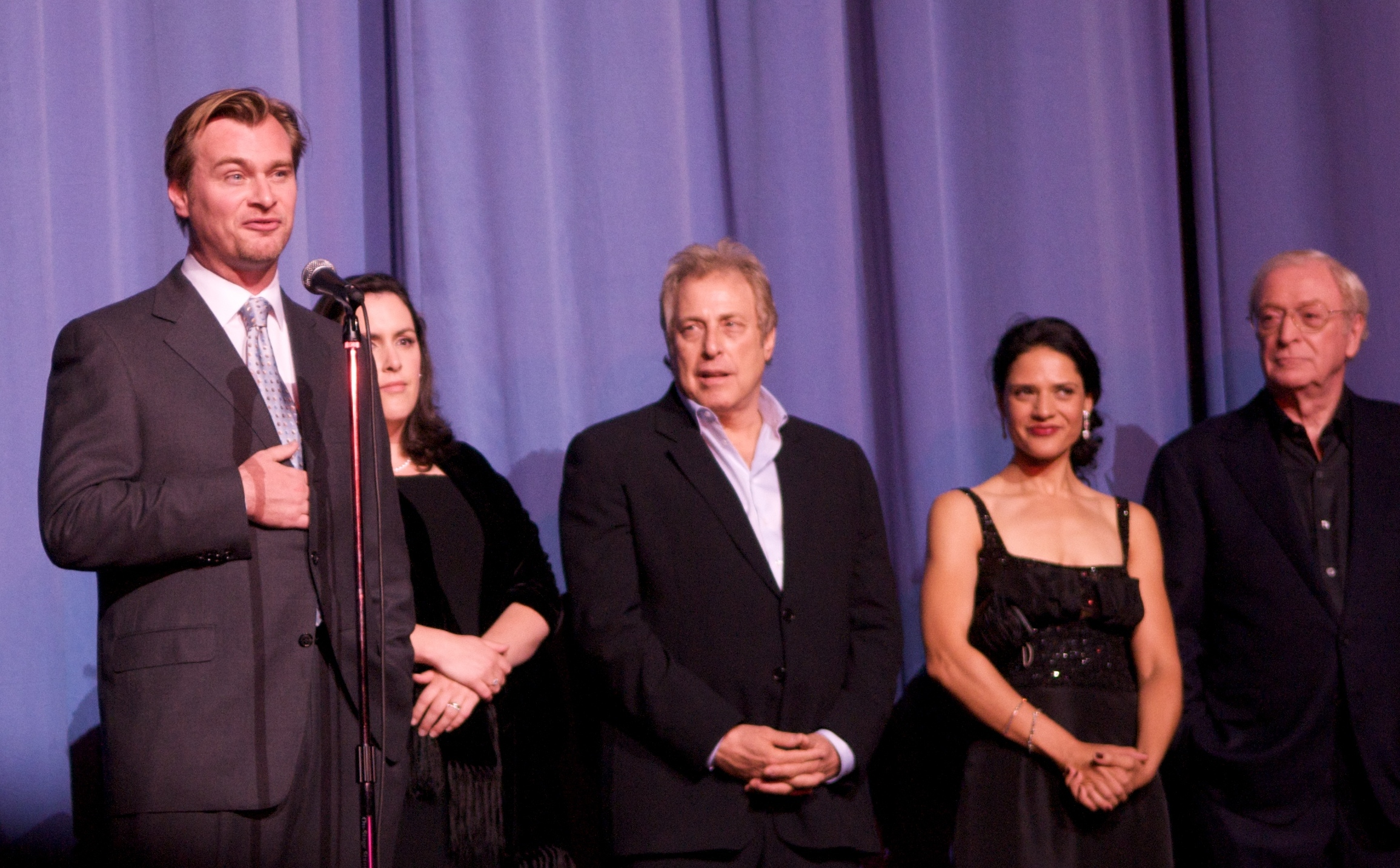
كريستوفر نولان مع طاقم عمل فيلم فارس الظلام في العرض الأوّل في لندن 2008.

خطّطَ نولان بعدَ أرق لعمل فيلمٍ يَحكي سيرةَ هوارد هيوز يكونُ من بطولةِ جيم كاري، وكَتَب سيناريو له؛ بيدَ أنّه عِندَ عِلمه أنّ مارتن سكورسيزي كان أيضاً يخرج فيلم عن هيوز (طيار) ترك المشروع وانتَقلَ لغيره. قُدِّمَ إليه عَرضٌ لإخراج الملحمة التاريخية طروادة لكنّه رَفَضه. عمِلَ نولان على كتابةِ سيناريو مبنيّ على روايةِ المفاتيح إلى الشارع (The Keys to the Streetِ) من تأليفِ راث راندل لصالِح مجموعةِ فوكس للترفيه ولكنّه تَرَكَ المشروع فيما بعد بسبب تَشابُهه مع أعمالِه السابقة.
باكِراً في 2003 تواصل نولان مع وارنر برذرز مقترحاً عَليهم فكرة صنع فيلم جديد عن باتمان. بسبب حُبّه الشديد للقصّة والشخصيّة، أرادَ نولان صنع فيلم تدور أحداثه في عالم أكثّر درامية وواقعية من عالم باتمان في القصص المُصوّرة. بداية باتمان، أضخم مشروع عمله نولان حتى تلك الحظة، عرض في يونيو 2005 وحقق نجاح كبير على الصعيدين النقدي والتجاري. الفيلمُ من بطولةِ كريستيان بيل بالدور الرئيسي ومايكل كين وغاري أولدمان ومورغان فريمان. الفيلم الريبوت أعاد إحياء السلسلة وأتجه نحو طابع سوداوي. يروي القصّة الأصليّة للشخصية ابتداءً من بروس واين وخوفُه من الخفافيش وحادَثَة قَتلِ والديه ورحلتَه ليُصبِحَ باتمان ومَعركتَهُ ضِدّ رأس الغول الذي يُحاوِلُ تَدميرَ مدينةِ غوثام. مدح الفيلم لعمقه النفسي وملائمته للواقع المعاصر. كايل سميث من نيويورك بوست قال عنه أنه "دعوة للاستيقاظ للناس الذين يستمرون في أعطائنا مقنعين لطيفين بملابس ضيقة. أنه يمسح الابتسامة المزيفة من وجه أفلام الأبطال الخارقين.". بداية باتمان كان ثامِنُ أعلى الأفلام إيراداتً في 2005 في الولايات المُتّحدة وتاسِعُ أعلى إيرادات في أنحاءِ العالم، وحقّق إيراداتٍ بالمُجمل وَضلتْ حتّى أكثر من 205 مليون دولار. رُشّح لنيلِ جائزة الأوسكار لأفضل تصوير سينمائي وحازَ على ثلاثِ جوائز بافتا. وفي الذكرى العاشِرة للفيلم، نشرت فوربس مقالاً يصف تأثير الفيلم: "
قَبَل عودَته لسلسلة باتمان، قام نولان بإخراج والمشاركة بِكتابة وإنتاج العَظمة (2006) الذي يَحكي عن لاعِبَي خِفّة يتنافسان في لندن القرن التاسِع عَشر، وهو مبنيّ على رواية صدرت في 1995 تحمل نَفس العنوان من تأليف كريستوفر بريست. طَلَب كريستوفر من أخيه جوناثان مُساعدته في كتابةِ سيناريو الفيلم بعد انتهاء تصوير أرق في 2001. كتب الأخوين السيناريو في فتراتٍ مُتقطعة على مَدارِ خمسِ سنوات. كان نولان عازِماً على إنتاجِ الفيلم في 2003 ولكن أجّل تلكَ الفكرة بعدَ الموافقة على إخراج بداية باتمان الفيلم من بطولةِ هيو جاكمان وكريستيان بيل بالدورين الرئيسيين ومايكل كين وريبيكا هول وسكارليت جوهانسون وديفيد بوي بأدوار مساعدة. تلقّى الفيلم إشادة عاليةً من النُقّاد وترشّح لِنَيل جائِزتَي أوسكار. وبلغت إيراداتُه أكثر من 109 مليون دولار عالميّاً.

### نجاح هوليوودي 2008-2013
في يوليو 2006 أعلنَ نولان أنّ بداية باتمان سيُتبع بَجُزءٍ آخر مُكمّلٍ له يدعى فارس الظلام. أراد نولان قصة أكبر وأكثر ظلامية من الفيلم الأول تشمل جميع سكان غوثام من شرطة ومجرمين ومواطنين والنظام العدالي. صَدَر فارس الظلام في يوليو 2008 ولقيَ إشادةً هائلة من النُقّاد، واعتُبِرَ واحد من أفضل الأفلام في العقد الأول من الألفيّة الجديدة وأحد أفضل أفلام الأبطالِ الخارقين على الإطلاق. مانولا دارجيس من نيويورك تايمز قالت عنه «دمجوا ما بين الفنّ والصناعة، الشعر والترفيه، الفيلم أكثر ظلمةً وعمق من أيّ فيلم هوليوودي من نفس النوع.» روجر إيبرت عبر عن رأي مشابه ووصفه بأنه «رائعٌ بشكل مرعبٍ لدرجة أنّه يتجاوز الأصل ليصبح مأساةً تخطف كل الانتباه.» حطم الفيلم العديد من الأرقام القياسية في صناديق التذاكر خلال عرضه في دور السينما، رابحاً أكثرَ من 534,858,444 دولار في أمريكا الشماليّة و469,700,000 دولار خارجها ليصل أرباحه 1,004,558,444 دولار حول العالم. فارس الظلام هو أوّل فيلم روائي طويل تم تصويره جزئياً بتقنية آيماكس 15/70mm. رُشِّحَ الفيلم لنيل ثمانية جوائز أوسكار في حفل توزيع الجوئز الحادي والثمانون فازَ باثنتين منها وهيَ جائزة الأوسكار لأفضل مونتاج صوتي وجائزة الأوسكار لأفضل ممثل مساعد لهيث ليدجر بعد وفاته. نولان أيضاً تلقى ترشيحات من النقابة المخرجين الأمريكيين والنقابة الكتاب الأمريكيين ونقابة المنتجين الأمريكيين.

بعدَ النجاحِ الكبير الذي حقّقه فارس الظلام، وقعت وارنر برذرز مع نولان ليقوم بإخراج 'استهلال (Inception) بالإضافة لمُشاركتِه في إنتاج وكتابة الفيلم، ووصفه بأنه «فيلم أكشن وخيال علمي معاصر تقع أحداثه داخل بنية العقل». قبل إصداره في دور السينما، تساءل النقاد أمثال بيتر ترافيرز ولو لومنيك إذا كان إيمان نولان بذكاء عشاق السينما سيكلفه في شباك التذاكر. الفيلم من بطولة طاقم تمثيل كبير يقودهم ليوناردو دي كابريو، وصدر في 16 يوليو 2010 وتلقى إشادة كبيرة من النقاد وحقق نجاحاً كبير أيضاً تجارياً. ريتشارد روبر -وهو كاتِبٌ في صحيفةِ شيكاغو تايمز- أعطى الدَرجَة الكامِلة "+A" للفيلم وقالَ أنّه «واحد من أفضل الأفلام في القرن الـ21.» مارك كيرمود من صحيفة The Observer أختاره كأفضل فيلم في 2010، وقال عنه: «استهلال هو دليل على أن الناس ليسوا أغبياء وأن السينما ليست قمامة، وأنه من الممكن للفيلم الضخم والفن أن يكونا شيء واحد.» المنتج جون ديفيس تكهن أن نجاح الفيلم يمكن أن يلهم الاستوديوهات لصنع مزيد من الأعمال الأصلية. الفيلم انتهى به المطاف جامعاً أكثر من 820 مليون دولار حول العالم. ورُشِّحَ لنيل ثمانية جوائز أوسكار، من ضمنها أفضل فيلم، وفازَ بأربعةٍ منها وهي: جائزة أفضل تصوير سينمائي وأفضل خلط أصوات وأفضل مونتاج صوتي وأفضل تأثيرات بصريّة. كما تلقى نولان ترشيحات من البافتا وغولدن غلوب وجوائز نقابة الكُتّاب الأمريكيّة. بعد انتهاء إنتاج الفيلم، ظهر نولان في مقابلة بالفيلم الوثائقي تلك الظلال المذهلة (2011). وظهر أيضاً في الوثائقي جنبا إلى جنب (2012).

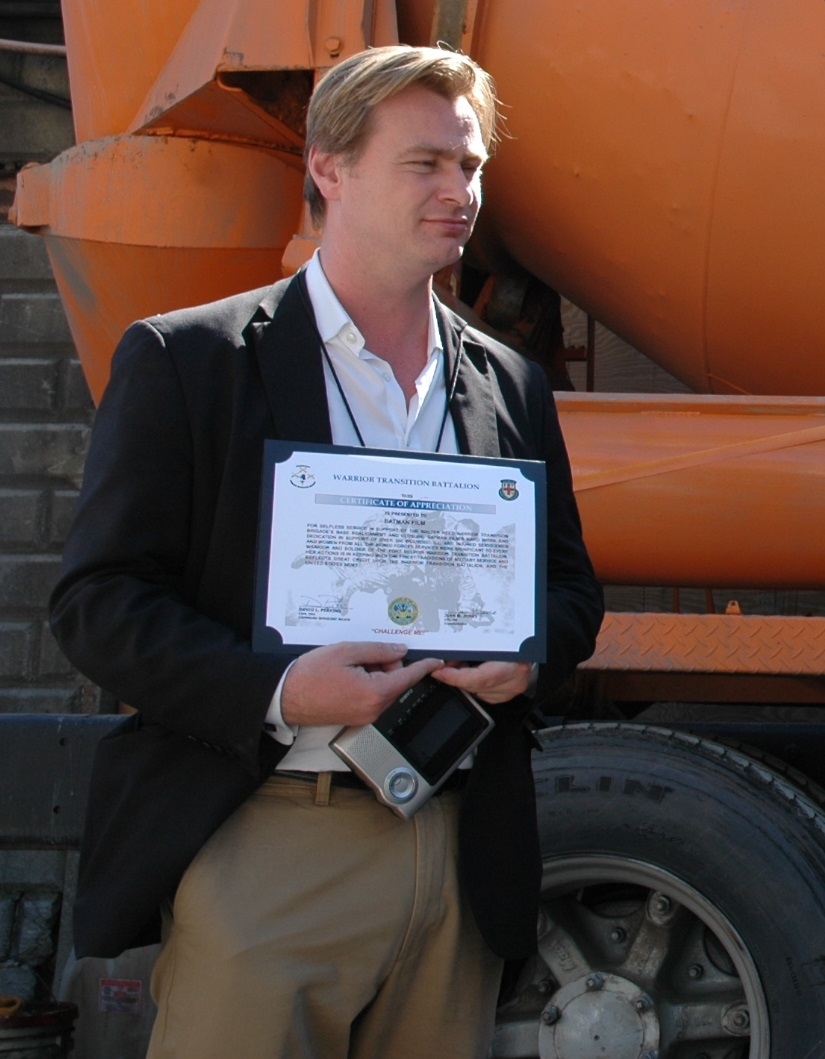
نولان حامِلاً لشهادةِ تقدير مُنحت له أثناء استراحةِ من تصوير نهوض فارس الظلام في بيتسبرغ 2011.

في 2012 أَخرجَ نولان نهوض فارس الظلام، الجزء الثالث والأخير في السلسلة. على الرغم من أنه كان متردداً في العودة إلى السلسلة، إلا أنه وافق بعد تطوير القصة مع أخوه وديفيد إس. غويور أحس أنها ستنهي السلسلة بنبرة عالية. صَدَر الفيلم في 20 يوليو 2012 ولَقيَ إشادةً كبيرة من النُقّاد كباقي الأجزاء. كانت عائدات الفيلم في شباك التذاكر هائلة حيث أصبَح ثالِثَ عشر فيلم يجمع أكثر من مليار دولار حولَ العالم. خلالَ عرضِه الأوّل في مدينةِ أورورا قامَ رجلٌ مُسلّحٌ بإطلاقِ النّار داخل السينما وقَتَل 12 شخصاً وأصابَ 58 آخرين. أصدر نولان بيان للصحافة أعرب فيه عن تعازيه الحارّة لأهالي الضحايا.
خلال نقاش عن نهوض فارس الظلام في 2010، أخبر ديفيد إس. غويور نولان بفكرته عن تقديم سوبرمان في سياق الحديث. أعجب نولان بفكرته وأقترحها على وارنر برذرز ليكون فيلم رجل من حديد (2013)، مع نولان كمنتج وغويور ككاتب. نولان عرضَ على زاك سنايدر إخراج الفيلم بسبب إعجابه بإسلوب سنايدر في 300 (2007) والمراقبون (2009) و«استعداده الفطري للتعامل مع الأبطال الخارقين كشخصيات حقيقية». رجل من حديد من بطولة هنري كافيل وإيمي آدمز ومايكل شانون. فاقت أرباحه 660 مليون دولار حول العالم، لكنه تلقى استقبال نقدي متباين. نولان وزوجته إيما أيضاً عَملا كمنتجين تنفيذيين على تسامي (2014)، الذي كان من إخراج والي فيستر، المصور السينمائي لأغلب أفلام نولان. الفيلم من بطولة جوني ديب وريبيكا هول وبول بيتاني، وتدور أحداثه حول عالمين يعملان على إنشاء ألة تمتلك أحاسيس وذكاء جماعي. صدرَ تسامي في 18 أبريل 2014 وتلقى في الغالب مراجعات سلبية.

### 2014-2019: بين النجوم ودونكيرك وأنشطة أخرى
أعلنَ نولان في يناير 2013 عن قيامِه بإخراج وإنتاج وكتابة فيلم خيال علمي يحمل عنوان بين النجوم. المسودة الأولى من نص الفيلم كتبها أخوه جونثان وكان من المقرر أن يقوم ستيفن سبيلبرغ بإخراجه. الفيلم المبنيّ على نظريّة فيزيائية للعالم الفيزيائي كيب ثورن، ويصور «رحلة بطولية بين النجوم إلى أبعد حدود فهمنا العلمي». وهوَ من بطولةِ ماثيو ماكونهي وآن هاثاواي وجيسيكا شاستاين وإلين بورستين، وكان أول تعاون بين نولان والمصور السينمائي هويت فان هيوتميا. وفقاً للملحن هانز زيمر، فقد أردوا المضي في أتجاه جديد مع موسيقى الفيلم: «تناقشنا [هو ونولان] عن ذلك - أنت تعلم تسعة سنوات أمضيناها في عالم باتمان. القوام والموسيقى والأصوات، والشيء الذي أنشأناه قد تسرب نوعاً ما إلى بعض أفلام الآخرين، لذلك حان الوقت لإعادة الابتكار.» باراماونت بيكتشرز ووارنر برذرز قامتا معاً بتمويل ونشر الفيلم، الذي صدر في 5 نوفمبر 2014 وَوصلت إيراداتُه لأكثر من 651 مليون دولار وحاز على نَقدٍ إيجابيّ عمومًا. مدح الفيلم لدقته العلمية مما أدى إلى نشر ورقتين علميتين عنه والمجلة الأمريكية للفيزياء دعت أن يعرض في حصص العلوم في المدارس. بين النجوم تم أختياره كواحد من أفضل 10 أفلام في 2014 من قبل معهد الفيلم الأمريكي. في حفل توزيع جوائز الأوسكار السابع والثمانون، ربح الفيلم أفضل تأثيرات بصرية وتلقى أربعة ترشيحات أخرى وهيَ: أفضل موسيقى تصويرية وأفضل مونتاج صوتي وأفضل خلط أصوات وأفضل تصميم إنتاج. قام نولان في 2015 برعاية الفيلم القصير إيميك: كبسولة زمنية من أهل الأرض (بالإنجليزية:Emic: A Time Capsule From the People of Earth) وكان مستلهم على وجه التحديد من مواضيع بينجمي، و«يحاول التقاط والاحتفال بالتجربة الإنسانية على كوكب الأرض». أيضاً في 2015 قام بإخراج وثائقي قصير بعنوان كواي. في 7 مايو 2015، أعلن أن نولان ومارتن سكورسيزي قد عينا من قبل مكتبة الكونغرس في المجلس الوطني للمحافظة على الفيلم (NFPB) كممثلين عن نقابة المخرجين الأمريكية.
عملِ كريستوفر وزوجتُه إيما كمنتجين تنفيذيين ل‌باتمان ضد سوبرمان : فجر العدالة وهو يُعتَبَرُ مُكمّلاً ل‌رَجلٌ من حَديد، والإصدار الثاني ضمن عالم دي سي كوميكس السينمائي المشترك. وفقاً للمخرج تشارلز روفن فأن مشاركة نولان في الإنتاج هي «استشارية». صَدر الفيلم في 25 مارس 2016 وحقّق نجاحاً في الإيرادات وصلت حتّى 873 مليون دولار، وتلقّى تقييمات سلبيّة بشكلٍ عام. لاحقاً من ذلك العام، ظهر نولان في الفيلم الوثائقي مستقبل السينما (2016) من إخراج النمساوي مايكل بالم.
أعلن في 28 ديسمبر 2015 أن نولان سيخرج فيلم حرب عالمية ثانية، بعنوان دونكيرك، مبني على سيناريو من كتابته. تقع أحداث الفيلم خلال الحرب العالمية الثانية وتروي أحداث انسحاب جنود الحلفاء من بلدة دونكيرك الفرنسية التي حاصرها الجنود النازيين عام 1940. يُذكر أن خلال تصوير نولان لفيلمه الأول عام 1998، استأجر وتوماس قارباً في بحر المانش وتتبّع رحلة قوارب النجاة في دونكريك: «فعلنا ذلك في نفس الوقت من السنة، واستشعرنا كمية الخوف التي أصابتنا وانها تجربة خطيرة، هذا وبالرغم من عدم وجود قنابل تسقط من السماء علينا». وقد ذَكر نولان أنه استوحى عمله من أعمال المخرج روبرت بريسون، والأفلام الصامتة مثل حساسية (1916)، وشروق الشمس: قصة بشريين (1927). صدر الفيلم في 21 يوليو 2017 في الولايات المتّحدة. وهو من بطولة توم هاردي وسيليان مورفي ومارك رايلانس وهاري ستايلز وكينيث براناه. صدر دونكيرك بتاريخ 21 يوليو 2017 في الولايات المتحدة ونال اشادة هائلة من النقاد ونجاح في شباك التذاكر. حصل دونكيرك على عدة ترشيحات وجوائز بما في ذلك ترشيح نولان لأول مرة لجائزة الأوسكار لأفضل مخرج.

### 2020 - الحاضر: عقيدة وأوبنهايمر والأوديسة
كان المشروع التالي لنولان هو فيلم الجاسوسية عقيدة (2020). عمل على السيناريو لأكثر من خمس سنوات بعد مناقشة أفكاره لأكثر من عقد من الزمان. تم تأجيله ثلاث مرات بسبب جائحة كورونا، وتم إصدار الفيلم في أغسطس 2020، وكان أول فيلم كبير في هوليوود يُعرض في المسارح بعد الإغلاق الوبائي. الفيلم من بطولة جون ديفيد واشنطن وروبرت باتينسون وإليزابيث ديبيكي وآرون جونسن وديمبل كاباديا وكليمونس بويزي وكينيث براناه ومايكل كين. حقق الفيلم 363 مليون دولار في جميع أنحاء العالم مقابل ميزانية إنتاج قدرها 200 مليون دولار. تلقى الفيلم مراجعات إيجابية عمومًا من النقاد، ولكن وُصف أيضًا بأنه أكثر الأفلام استقطابًا في حياته المهنية.
بعد إصدار فيلم عقيدة، انضم نولان إلى المجلس الاستشاري لجمعية مهندسي الصور المتحركة والتلفزيون،

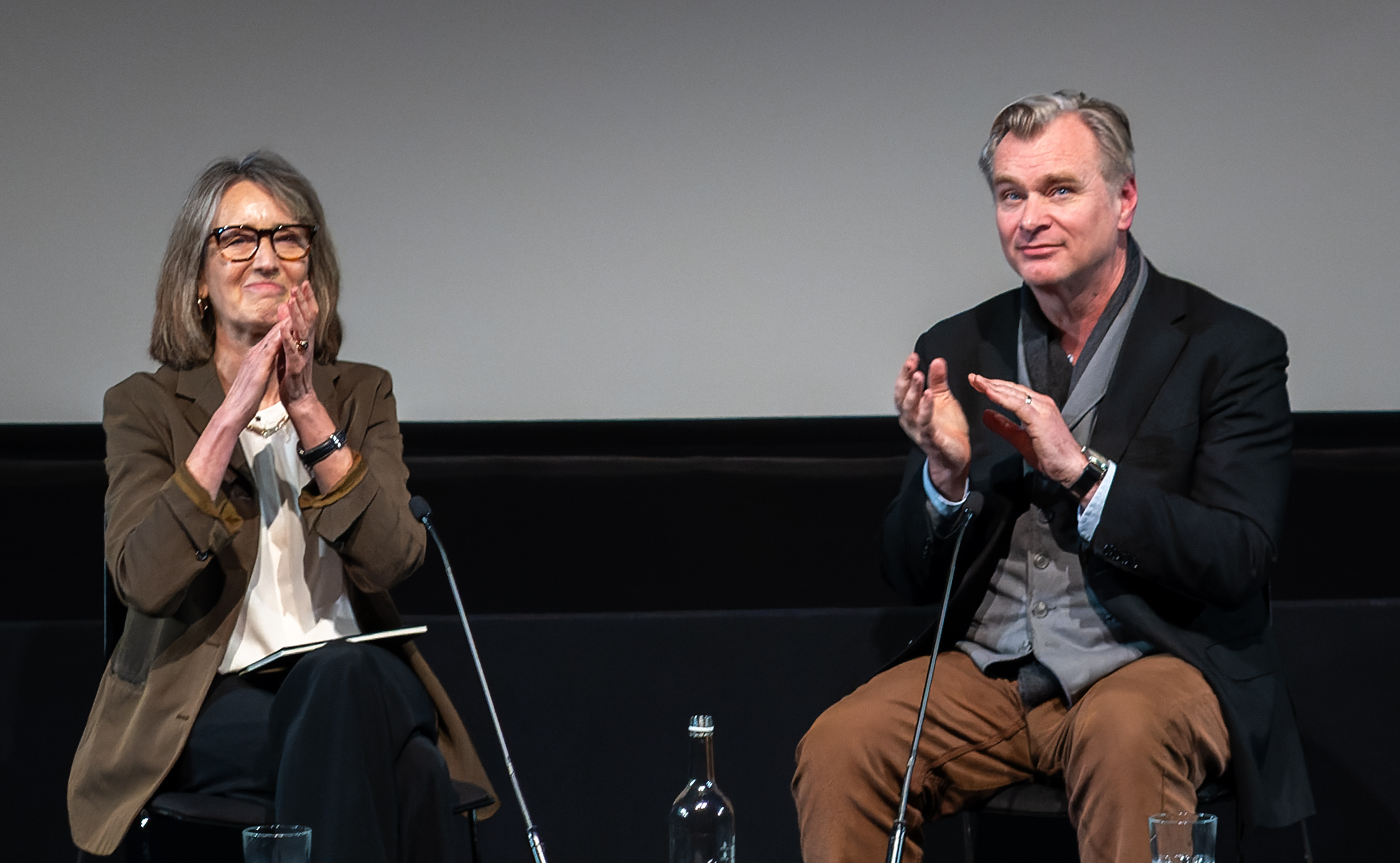
نولان في مركز بي إف آي ساوث بانك عام 2024

كان فيلم نولان الثاني عشر هو أوبنهايمر (2023)، وهو فيلم سيرة ذاتية مقتبس عن ج. روبرت أوبينهايمر (جسدَ دوره كيليان مورفي) ودوره في تطوير القنبلة الذرية. كان أول فيلم نولان بتصنيف "آر - ريستريكتد" منذ أرق (2002). تم تمويل الفيلم وتوزيعه بواسطة شركة يونيفرسال بيكتشرز، مما يجعله أول فيلم روائي طويل لنولان منذ فيلم تذكار لم يُصنع لشركة وارنر براذرز. وقد اختلف مع قرار شركة وارنر براذرز بإصدار أفلامهم في دور العرض وعلى إاتش بي أو ماكس في نفس الوقت. حصل نولان على الصفقة مع يونيفرسال بعد أن وعد بميزانية إنتاج تبلغ حوالي 100 مليون دولار مع ميزانية تسويقية متساوية، وسيطرة إبداعية كاملة، و20 في المائة من إجمالي أول الأرباح، ومدة عرض في دور السينما مدتها 100 يوم وفترة تعتيم من الاستوديو حيث لن تصدر الشركة فيلماً آخر قبل أو بعد ثلاثة أسابيع من إصدار أوبنهايمر. تلقى الفيلم استحسان هائل من النقاد. كتب ماثيو جاكسون من إيه. في. كلوب، "يستحق أوبنهايمر لقب التحفة الفنية. إنه أفضل فيلم لكريستوفر نولان حتى الآن، وهو خطوة إلى مستوى جديد لأحد أفضل صناع الأفلام لدينا، وفيلم يحفر نفسه في عقلك". ووصفته كارين جيمس من بي بي سي كالتشر بأنه "عمل جريء وأكثر أعمال نولان نضجاً حتى الآن"، وأضاف أنه يجمع بين "الإثارة المتفجرة والجذابة تجارياً لثلاثية فارس الظلام" مع "الأسس العقلية" لأفلام تذاكر واستهلال وعقيدة. حقق أوبنهايمر أكثر من 975 مليون دولار في جميع أنحاء العالم، مما يجعله ثالث أعلى فيلم ربحًا في عام 2023.[174] من بين الجوائز العديدة التي حصل عليها الفيلم، فاز نولان بجوائز الأوسكار لأفضل مخرج وأفضل فيلم.
بدءًا من ديسمبر 2024، سيعمل نولان مرة أخرى مع يونيفرسال بيكتشرز في فيلم الأوديسة، وهو مقتبس من ملحمة أوديسة لهوميروس ومن المقرر عرضه في يوليو 2026. يتتبع الفيلم رحلة أوديسيوس (يؤدّي دوره مات ديمون)، الملك الإغريقي الأسطوري لإيثاكا، في مغامرته الخطيرة للعودة إلى وطنه عقب حرب طروادة، وما يواجهه خلالها من مواجهات مع العملاق بوليفيموس، وحوريات البحر (السيرينات)، والإلهة الساحرة كيركي، إلى أن يلتقي مجددًا بزوجته بينيلوبي.
وبميزانية إنتاج تُقدَّر بـ250 مليون دولار أمريكي، يُتوقّع أن يكون هذا الفيلم أضخم عمل سينمائي في مسيرة نولان من حيث التكلفة.
كما سيكون هذا الفيلم أول فيلم ضخم الإنتاج يُصوَّر بالكامل باستخدام شريط أفلام IMAX، ما يُمثّل خطوة تقنية غير مسبوقة في مجال السينما التجارية السائدة.

## صناعة الأفلام

### أسلوبه

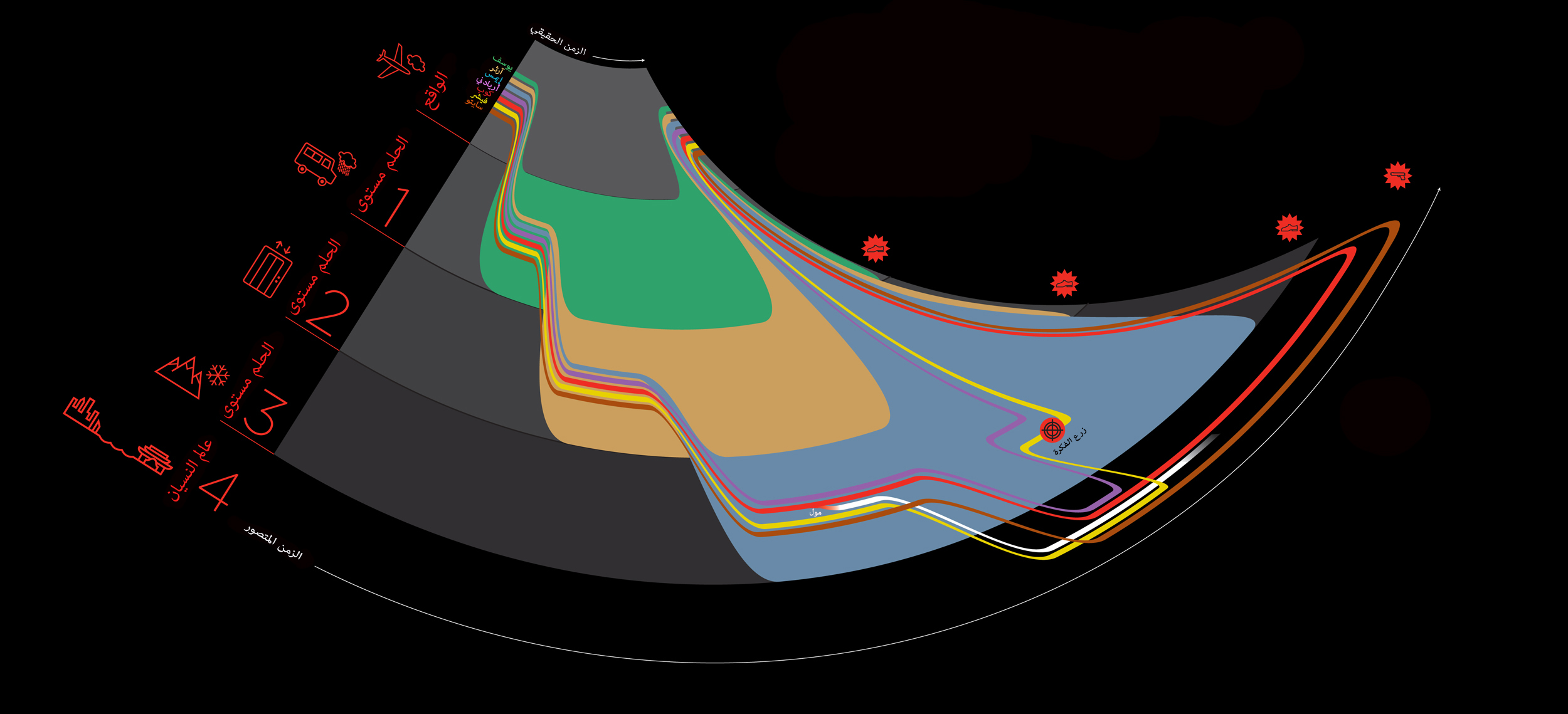
هيكلية فيلم استهلال (2010).

يعد نولان من صناع الأفلام المؤلفين وما بعد الحداثة، أسلوبه البصري يركز على المناطق الحضرية والرجال في البدلات وألوان هادئة (عادة أحادي اللون)، مشاهد الحوار مؤطرة في نطاق واسع عن قرب مع عمق ضحل من الميدان والمواقع الحديثة والمعمارية. هو أشار إلى أن جميع أفلامه متأثرة بشدة بفيلم نوار.
لدي نولان تجارب مستمرة مع عناصر القص ما ورائي والتحولات الزمنية والبُنى السردية بيضاوية الشكل والايمان بالذات والسرد غير الخطي والمزج بين الأسلوب والشكل. خلال مناقشته لفيلم شجرة الحياة (2011) للمخرج تيرينس ماليك، تحدث نولان عن الفيلم وكيف ألهم نهجه في الأسلوب، «عندما تفكر بالإسلوب البصري، عندما تفكر باللغة البصرية لفيلم ما، هناك نزعة إلى وجود انفصال طبيعي بين النمط البصري والعناصر السردية. لكن مع العظماء، سواء ستانلي كوبريك أو تيرانس ماليك أوهتشكوك ما ترونه غير منفصل، وهذه علاقة ضرورية بين الصورة والقصة التي ترويها».
يستخدم نولان السرد والتقنيات الأسلوبية (ابرزها تأثير دروست واستدعاء ذاتي) لتحفيز المشاهدين أن يسألوا أنفسهم لماذا أفلامه موضوعة معا بمثل هذه الطريقة ولماذا الأفلام تثير استجابات معينة. هو عادة ما يستخدم التحرير (المونتاج) كطريقة لعرض الحالة النفسية للشخصية في الفيلم، دامجً ذاتيتهم مع ذاتية الجمهور. مثال على ذلك، في تذكار الهدف من الترتيب التسلسلي المجزأ للمشاهد هو لوضع المشاهد في نفس حالة ليونارد شلبي الغير قادر تكوين ذكريات جديدة. في العظمة، سلسلة الخدع السحرية ومواضيع الازدواجية والخداع تعكس السرد الهيكلي للفيلم.
الأبطال في أفلام نولان عادة يكونوا متضررين نفسياً ويسعون للانتقام بلهفة لمقتل أحبائهم. غالبا ما تدفعهم معتقداتهم الفلسفية، ويكون مصيرهم غامض. في العديد من أفلامه، البطل والشرير هما صور طبق الأصل من بعضها البعض. من خلال الاشتباك بين إيديولوجيات البطل والشرير، يسلط نولان الضوء على الطبيعة المتناقضة للحقيقة. يتضمن أسلوبه في الكتابة عدد من تقنيات السرد مثل الاسترجاع الفني وتحويل وجهات النظر والرواة غير المعتمدين. المشاهد غالباً ما تنقطع بأسلوب مونتاج غر تقليدي مثل الانقطاع عن المشهد المكلف مادياً أو قطع حوارات الشخصيات وقطع عابر لعديد من مشاهد الحركة المتوازية لبناء الذروة. وقد أكد نولان أيضا على أهمية إنشاء نقطة واضحة للعرض في أفلامه، ويستخدم باستمرار «اللقطة التي تدخل الغرفة خلف شخصية ما، لأن... هذا يأخذ [المشاهد] داخل الطريقة التي تدخل بها الشخصية».
يستخدم نولان تقنيات سينما فيريتيه (مثل الكاميرا المحمولة يدوياً) لنقل الواقعية. في مقابلة عند جمعية الفيلم في مركز لينكولن، أوضح نولان تأكيده على الواقعية في ثلاثية فارس الظلام: «تحاول الحصول على انتباه الجمهور على الواقعية السينمائية. عندما أتكلم عن الواقعية في هذه الأفلام، في كثير من الأحيان يساء فهمها كواقع مباشر، لكن قصدي في الحقيقة عن واقع سينمائي.»

### منهاجه
| الأفلام أمر شخصي - قد تحب بعضها وتكره بعضها، لكن بالنسبة لي الأمر الوحيد العام هي فكرة أنني في كل مرة أذهب إلى السينما وأدفع من مالي وأجلس وأشاهد فيلم يعرض على الشاشة، أريد أن أشعر أن الناس الذين صنعوا الفيلم يعتقدون أنه أفضل فيلم في العالم. وأنهم صبوا ما لديهم فيه وأحبوه حقاً. سواء أأتفق مع ما فعلوه أم لا، أريد ذلك المجهود على الشاشة–أريد ذلك الإخلاص. وعندما لا تشعر به، ذلك هو الوقت الوحيد الذي أشعر أنني أضيع وقتي في السينما. |
| —نولان متحدثاً عن الإخلاص والطموح في صناعة الأفلام. |

وصف نولان عملية صنعه للفيلم بإنها مزيج من البداهة والهندسة «أنا أرسم كثيراً عندما أعمل.على سبيل المثال، افكر كثيراً في رسومات إيشر. أبحث عن نموذج رياضي أو نموذج علمي. أرسمُ صور ومخططات توضح الحركة أو الإيقاع الذي أبحث عنه.» كما انه يعمل بشكل متعمد تحت جدول زمني ضيق خلال المراحل المبكرة من عملية التحرير (المونتاج)، مجبراً نفسه والمحرر على العمل بشكل أكثر عفوية. «أعتقد دائماً أن التحرير أمر غريزي أو انطباعي. لا تفكر فيه كثيراً بل أشعر به.» نولان أيضاً يتجنب استخدام الموسيقى المؤقتة أثناء التحرير.
هو يفضل التصوير باستخدام فيلم عادي بدلاً من الفيلم الرقمي، ويعارض استخدام الوسائط الرقمية والتصوير السينمائي الرقمي، حيث يشعر أنها أقل موثوقية وتوفر جودة ردئية للصورة. المخرج من دعاة استخدام الفيلم العادي ذو الجودة العالية والحجم الكبير مثل الآيماكس. نولان يستخدم أكثر من كاميرا في مشاهد المجازفات وكاميرا واحدة في مشاهد الدراما. «التصوير باستخدام كاميرا واحدة يعني أنني رأيت كل إطار مر من خلال العدسة لأن انتباهي ليس مقسم على عدة كاميرات.»
عند العمل مع الممثلين، يفضل نولان إعطائهم الوقت لأداء أكبر عدد ممكن من المقاطع من المشهد المطلوب. غاري أولدمان مدح المخرج لتوفيره أجواء مريحة في موقع التصوير، وأضاف قائلاً: «لم أره مطلقاً يرفع صوته على أحد». ولاحظ أيضا أن نولان يعطي الممثلين المساحة «لإيجاد أشياء في المشهد»، ولا يعطي فقط توجيهات من أجل الإخراج.
نولان يختار تقليل كمية الصور المنشأة بالحاسوب (CGI) التي تستخدم في المؤثرات البصرية، مفضلاً استخدام المؤثرات العملية كلما أمكن ذلك، ويستخدم فقط الصور المنشأة بالحاسوب لتحسين العناصر التي إلتقطها بالكاميرا. على سبيل المثال، فيلميه بداية باتمان و'استهلال تضمنا 620 و500 لقطة مؤثرات بصرية على التوالي، وهذا يعتبر قليل مقارنة بالأفلام الملحمية المعاصرة والتي يستخدم العديد منها من 1500 إلى 2000 لقطة مؤثرات بصرية: "أؤمن بالفرق المطلق بين الرسوم المتحركة [animation] والتصوير الفوتوغرافي. مهما كانت الصور المتولدة بالحاسوب متطورة، إذا تم إنشاؤها من دون أي جسم مادي وأنت لم تصور أي شيء، فستبدوا مثل الرسوم المتحركة. هناك عادةً هدفين مختلفين في فيلم مؤثرات بصرية.
الأول هو لخداع الجمهور في رؤية شيء سلس، وهذا ما أحاول أنا فعله. والآخر هو لإقناع الجمهور بكمية الأموال التي أنفقت على مشهد من المؤثرات البصرية، وهذا لست مهتم به."
نولان يصور الفيلم بالكامل مع وحدة تصوير واحدة بدلاً من استخدام وحدة تصوير ثانية لمشاهدة الحركة. بهذه الطريقة يحافظ نولان على شخصيته ووجهة نظره في كل جانب من جوانب الفيلم. «إذا لم أحتاج إلى إخراج اللقطات التي تدخل في الفيلم فلماذا أحتاج إلى أن أكون هناك على الإطلاق؟ حجم الشاشة هو نفسه في كل لقطة... الكثير من أفلام الحركة تستخدم وحدة ثانية حتى تصور كل الحركة. بالنسبة لي، هذا أمر غريب لأنك إذاً لماذا تريد صنع فيلم أكشن؟» نولان مشهور بكونه كتوم في عمله، هو أيضاً معروف بإجراءاته الأمنية المشددة على السيناريوهات. على سبيل المثال، في نهوض فارس الظلام لم يكتب نولان نهاية الفيلم على النص بل أخبر الممثلين بالنهاية شفهياً لتفادي أي تسرب، وأيضاً في بينجمي أبقى حبكته سراً على ملحن الفيلم هانز زيمر.

### مواضيعه
أفلام نولان تستكشف مواضيع الوجودية والأخلاقيات والمعرفة مثل التجربة الذاتية وتشويه الذاكرة والأخلاق الإنسانية وطبيعة الزمن وبناء الهوية الشخصية. النقاد السينمائي توم شون وصف أفلام نولان بأنها «أفلام إثارة معرفية أبطالها تسيطر عليهم الرغبة في الحصول على اجابات حاسمة، وعليهم تجاوز بيئات مُحيرة حيث تكون الإجابات دائماً بعيدة عن متناولهم.»
شخصياته غالبا ما تكون مضطربة عاطفيا وغامضة عاطفياً، تواجه المخاوف والقلق من الشعور بالوحدة والشعور بالذنب والغيرة والجشع بالإضافة إلى موضوعات فساد وتآمر كبيرة. المخرج قال أيضاً أنه يدمج تجاربه الشخصية في أفلامه، «من وجهة نظر إبداعية، مراحل نموي ونضجي وزواجي ورزقي بالاطفال، حاولت استخدام ذلك في عملي. حاولت دائماً أن أكون مندفع بالأشياء التي تهمني.»
أوليفر ليتيلتون من The Playlist خص تربية الأبناء كموضوع بارز في أعمال نولان، وأضاف قائلاً «المخرج يتجنب الحديث عن حياته الخاصة، ولكن كانت الأبوة في قلب كل ما عملهُ تقريباً، على الأقل من بداية باتمان وصاعدا.» خلال الترويج لـبينجمي، قالت جيسيكا شاستاين، «في قلب الفيلم، أنه عن الحب؛ عن أب وابنته... أعتقد بالنسبة لكريس، كونه والد، هذه القصة كانت قريبة جداً منه.»
أبرز موضوع متكرر في أفلام نولان هو مفهوم الوقت. المخرج قد حددَ بأن جميع أفلامه «تحتوي على بعض العلاقة الغريبة مع الزمن، عادةً في إحساس هيكلي فقط، في ذلك كنت مهتم دائماً بذاتية الوقت.» إيما بيل من Film Philosophy أوضحت أن الشخصيات في استهلال لا يسافرون حرفيا عبر الزمن، «بل يهربوا من الزمن عن طريق التعرض للأذى فيه - بانينَ وَهم أن الوقت لم يمضي وأنه لا يمضي الآن.» في بينجمي، استكشف قوانين الفيزياء والمتمثلة في نظرية اينشتاين النسبية العامة، موضحاً أن الوقت هو العدو في الفيلم.
في أفلام نولان الواقع غالباً ما يكون مفهوماً هشاً ومجرداً. أليك برايس وإم. داوسون من Left Field Cinema أشارا إلى أن الأزمات الوجودية للشخصيات الذكورية التي لديها صراع مع هويتها هو موضوع منتشر في فيلم نولان. العالم الحقيقي أقل أهمية مما نتصور ونتذكر، وأن هذا العالم (الواقع) المنشأ هو المهم. وفقاً للمنظر السينمائي تود مكجوان، هذه «العوالم المنشأة» تكشف أيضا عن الأهمية الأخلاقية والسياسية لخلق الخيال والأكاذيب. أفلام نولان عادة تخدع المشاهد بشأن الأحداث التي تحصل ودوافع الشخصيات، لكنها لا تهجر الحقيقة تماماً. بدلا من ذلك، تظهر لنا كيف يجب أن تظهر الحقيقة من الكذب هذا إن لم تكن لتقودنا تماما في ضلال.
ثلاثية فارس الظلام تستكشف مواضيع الفوضى والإرهاب وتصاعد العنف والتلاعب المالي والنفعية والمراقبة الجماعية والصراعات الطبقية. قصة نهوض باتمان (فلسلفياً) من رجل إلى «أكثر من مجرد رجل» مشابه للانسان المتفوق في رواية هكذا تكلم زرادشت للفيلسوف الألماني فريدريك نيتشه. الأفلام أيضاً تستكشف أفكار مشابه لفلسفة جان جاك روسو التي تمجد حياة أكثر بساطة وبدائية ومفهوم الإرادة العامة. المنظر دوغلاس كيلنر رأى السلسلة كرمز نقدي لحقبة بوش-تشيني، مسلطة الضوء على موضوع الفساد الحكومي والفشل في حل المشاكل الاجتماعية، فضلاً عن المشهد السينمائي والايقوني المتعلق ب‌أحداث 11 سبتمبر 2001.
أستلهم نولان فكرة استهلال من الحلم الصاف وحلم الحضانة. شخصيات الفيلم تحاول لترسيخ فكرة في ذهن شخص دون علمه، في تشابه مع نظريات سيغموند فرويد التي تقول أن العقل الباطن يؤثر على تصرفات الإنسان دون علمه. معظم أحداث الفيلم تقع في عوالم أحلام مترابطة. هذا يخلق إطار حيث الأحداث في العالم الحقيقي (أو الحلم) تؤثر على باقي العوالم. نولان قال أن الأفلام «مناسبة لمعالجة التناقض والتكرار وعوالم داخل عوالم».

### تأثيرات عليه
أشار نولان إلى ستانلي كوبريك وتيرينس ماليك وأورسن ويلز وفريتز لانغ ونيكولاس رويغ وسيدني لوميت وديفيد لين وريدلي سكوت وتيري غيليام ممن تأثر بهم. أفلام نولان المفضلة تشمل بليد رانر (1982) وحرب النجوم (1977) والرجل الذي سيصبح ملك (1975) ولورنس العرب (1962) والحي الصيني (1974) و2001: أوديسة فضاء (1968). في 2013 أصدر موقع Criterion Collection قائمة بأفلام نولان ال10 المفضلة من فهرسها تشمل الضربة (1984) و12 رجلا غاضبا (1957)، الخط الأحمر الرفيع (1998)، شهادة الدكتور مابوس (1933)، توقيت سيئ (1980)، عيد ميلاد مجيد سيد لورانس (1983)، للبشرية جمعاء (1989)، كويانسكاتسي (1982)، السيد أركيدين (1955).
عادةُ نولان في استخدام السرد اللاخطي جائت نتيجة تأثره برواية ووترلاند حيث يعتقد أنها «فعلت أشياء لا تصدق مع جداول زمنية متوازية، وسردت قصة في أبعاد مختلفة وكانت متماسكة للغاية». تأثر نولان أيضاً باللغة البصرية لفيلم بينك فلويد-الحائط (1982) وهيكلية خيال رخيص (1994)، مشيرا إلى أنه كان «مذهول بما فعله تارانتينو». بالنسبة إلى بينجمي هو ذكر عدد من التأثيرات الأدبية، منها الأرض المسطحة ومصنع واسب وتجاعيد في الوقت. أشار نولان إلى تأثره بالرسام فرانسيس بيكون والمهندس المعماري لودفيغ ميس فان دير روه والفنان التصويري إم. سي. إيشر والمؤلفين رايموند تشاندلر وجيمس إلروي وجيم تومسون وخورخي لويس بورخيس وتشارلز ديكنز (قصة مدينتين كانت مصدر تأثير كبير على نهوض فارس الظلام).

## وجهات نظره حول صناعة الفيلم
كريستوفر نولان مدافع قوي عن الاستمرار في استخدام التصوير العادي بدلاً من الرقمي ملخصاً السبب: «أنا لست ممن يحنون للماضي. أنا أدعم أي ابتكار تقني بشرط أن يتجاوز سابقه لكن حتى الآن لا شيء تجاوز أي شيء جاء قبله». قلق نولان الكبير هو أن تبني صناعة الفيلم للصيغة الرقمية جاء مدفوعاً بعوامل اقتصادية بحتة بدلا من كونها وسيلة متفوقة على العادي.
في 2011 وقبل عيد الميلاد بوقت قصير، دعا نولان العديد من المخرجين البارزين، بما فيهم إدغار رايت ومايكل بي وبراين سينجر وجون فافرو وإيلي روث لعرض خاص لأول ستة دقائق من نهوض فارس الظلام والذي تم تصويره بتقية آيماكس عادي وتم تحريره من النسخة الاصلية للفيلم. نولان أستخدم هذا العرض في محاولة لأظهار تفوق الآيماكس على الرقمي، ويحذر المخرجين أنهم لم يستمروا في الإصرار على استخدام العادي في إنتاجاتهم، فأن استوديوهات السينما في هوليوود ستبدأ في التخلص التدريجي من استخدام العادي لصالح الرقمي. أوضحَ نولان قائلاً: «أردت اعطائهم فرصة لرؤية الإمكانية، لأني أعتقد ان الآيماكس هي أفضل تقنية اخترعت. إنها المعيار الذهب وفي رأي لا توجد تقنية أخرى تنافسها... عندما انظر إلى الصورة الرقمية فإنها تبدوا مُنفرة عن الآيماكس». في 2015، قام نولان وتاكيتا دين بدعوة أكثر من 30 ممثلا من قيادة أرشيف السينما الأميركية للمشاركة في قمة غير رسمية بعنوان إعادة صياغة مستقبل السينما في متحف جي. بول جيتي.
نولان هو أيضا من المدافعين عن عرض الأفلام في صالات السينما بدلاً من صيغ الفيديو المنزلية، حيث قارن أهمية الصالات لصناعة الفيلم بأهمية الحفلات لصناعة الموسيقى؛ «لا أحد يذهب لحفلة ليستمع إلى موسيقى MP3 على خشبة المسرح.»
في 2014، كتب نولان مقالة لصحيفة وول ستريت جورنال حيث أعرب عن قلقه بأنه تحول صناعة السينما بعيدا عن الفيلم العادي نحو الصيغ الرقمية، الفرق بين رؤية الأفلام في دور العرض مقابل الصيغ الأخرى سوف يصبح تافهً، تاركاً المشاهدين بدون أي حافز للبحث عن التجربة السينمائية (دور العرض). وأعرب نولان عن قلقها أنه مع أرقمة المحتوى. دور العرض في المستقبل ستكون قادرة على تتبع الأفلام الأكثر مبيعاً وتعديل برامجها وفق لذلك؛ وهذه خطوة من شأنها تفضيل أفلام الاستوديوهات الكبرى لكنها ستهمش الأفلام المبتكرة وغير التقليدية الصغيرة. من أجل التصدي لهذا، يرى نولان أن الصناعة يجب ان تحسن التجربة السينمائية بصيغ فيديو كبيرة وأكثر جمالية لا يمكن الحصول عليها أو استنساخها في البيت، وكذلك احتضان الجيل الجديد من صانعي الأفلام الشباب الطموحين والمبتكرين.

## شركاء متكررون

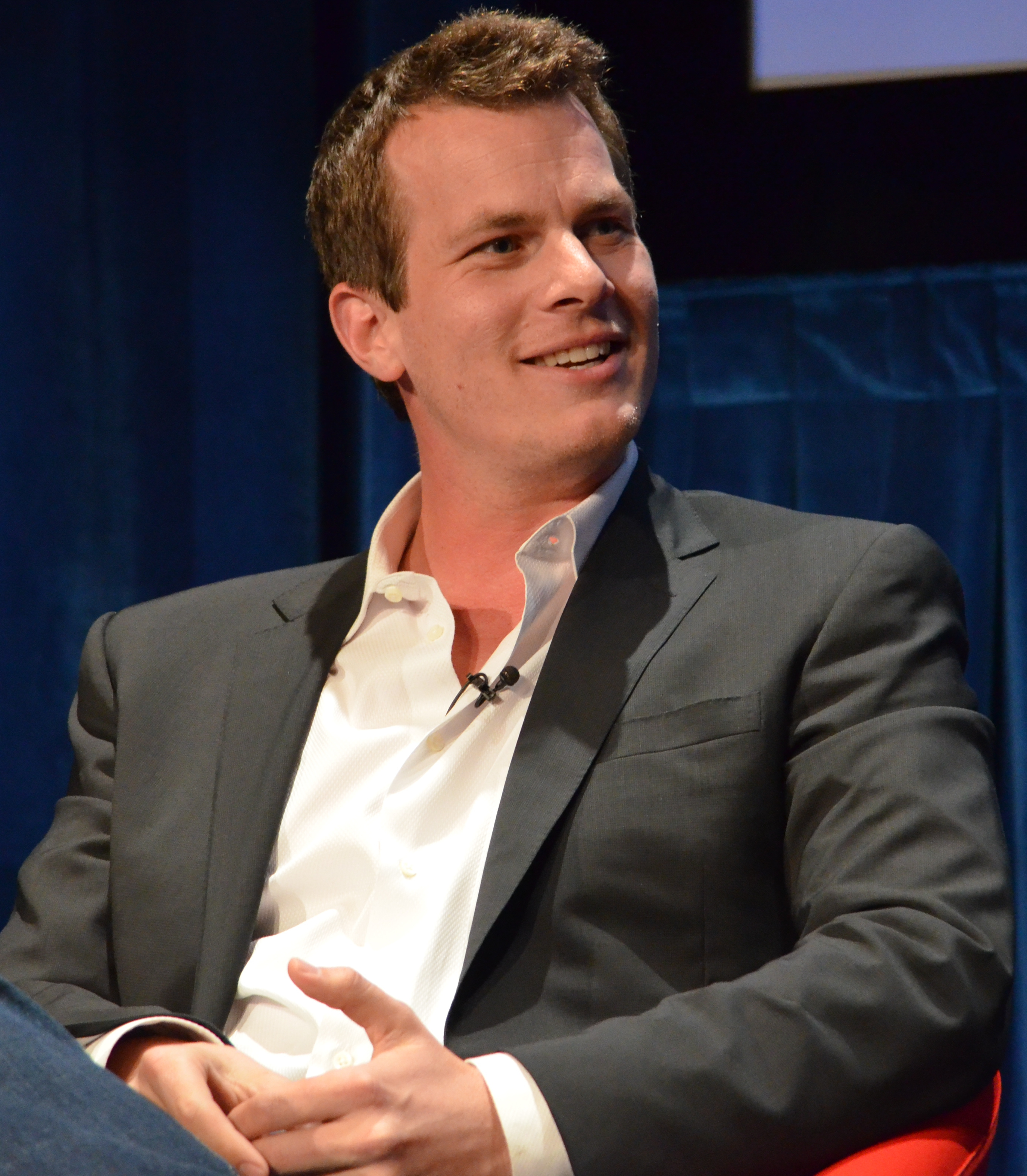
جوناثان نولان، شقيق كريستوفر الأصغر.

شاركت إيما توماس في إنتاج جَميعِ أفلام كريستوفر نولان. هو يعمل بانتظام مع شقيقه، السيناريست والمنتج جوناثان نولان، الذي وصف علاقته بأخيه في العمل أثناء إنتاجهم العَظمة بالتالي: «يُمكننا القول أنّه اليدُ اليُسرى وأنا اليدُ اليُمنى لأنه قادر بطريقة أو بأخرى إلى النظر في أفكاري وقلبهم بطريقة مثيرة ومتلوية قليلاً. إنّه لمن الرائع العمل معه كهذا».
بعدَ انتقالِ العائلة إلى شيكاغو خلالَ سنواتِه الأولى بدأ نولان بصناعةِ الأفلام مع أدرين وروكو بيلك. وقد استمرّ العَمل مع الأخوين حيث كان مساعد محرر في فيلمها الوثائقي جنكيز بلوز (1999) والذي ترشح لجائزة الأوسكار. كما عَمِل مع روكو وجيفري غتلمان في توثيقِ رحلة سفاري عبرَ أربَعِ دولٍ أفريقيّة نظّمها المُصوّر الصحفي دان إيدون باكراً في التسعينات من القَرنِ الماضي.
المخرج عملَ أيضاً مع السيناريست ديفيد إس. غويور في ثلاثية فارس الظلام. جوردن غولبرغ، المساعد السابق لنولان أنتجَ جميع الأفلام التي اخرجها نولان منذ العظمة، وساعد والي فيستر في أول أعماله الإخراجية، تسامي. والي فيستر كان المصور السينمائي لجميع أفلام نولان منذ تذكار وحتى نهوض فارس الظلام. هو تحدث عن علاقته مع نولان: «علاقتي العملية بكريس ببساطة قائمة على الاحترام الكبير المتبادل بيننا. لقد تعلمت الكثير منه من حيث هو يدفعني للعثور على الجمال في أبسط طريقة للتصوير الفوتوغرافي. آرئنا متشابهة ونتشاطر روح الدعابة، ومنذ البداية وأنا أثق بحكمه».
لي سميث هو محرر أفلام نولان منذ بداية باتمان، بينما حررَ دودي دورن تذكار وأرق. ديفيد جوليان قام بتلحين الموسيقى لأعمال نولان الأولى، بينما هانز زيمر وجيمس نيوتن هاورد لحنا موسيقى بداية باتمان وفارس الظلام. زيمر لحن موسيقى نهوض فارس الظلام واستهلال وبينجمي. المخرج عملَ مع مصمم الصوت ريتشارد كينج ومحرر الصوت إد نوفيك منذ العظمة. كثير ما تعاون نولان مع مشرف المؤثرات الخاصة كريس كولبود ومع منسق المجازفات توم سترذرز ومشرف المؤثرات البصرية بول فرانكلين. مصمم الإنتاج ناثان كرولي قد عمل معه منذ أرق (باستثناء استهلال). نولان قال أن كرولي واحد من زملائه المقربين والأكثر إلهاماً إبداعياً. جون بابسيدرا هو المسؤول عن اختيار الممثلين لجميع أفلام نولان ماعدا تتبع وأرق.
كريستيان بيل ومايكل كين وسيليان مورفي هم أكثر من شاركوا في أفلام نولان، خصوصاً مايكل كين والذي شارك في 6 من أفلامه، حيث يعده نولان «تعويذة حظه». في المقابل، وصفت كين نولان بأنه «واحدة من أعظم المخرجين في السينما» مقارنهُ مع ديفيد لين وجوزيف مانكيفيتس. نولان معروف أيضاً بأختياره نجوم من ثمانيات القرن العشرين، أمثال راتغر هاور (بداية باتمان) وإريك روبرتس (فارس الظلام) وتوم بيرينجر ('استهلال) وماثيو مودين (نهوض فارس الظلام). مودين قال عن العمل مع نولان: «ليس هناك كراسي في موقع التصوير، يخرج نولان من سيارته ويذهب إلى الموقع. ويقف حتى وقت الغداء. ثم يقف حتى انتهاء اليوم. هو مشارك فعال في كل جوانب الفيلم.»

## حياته الشخصية

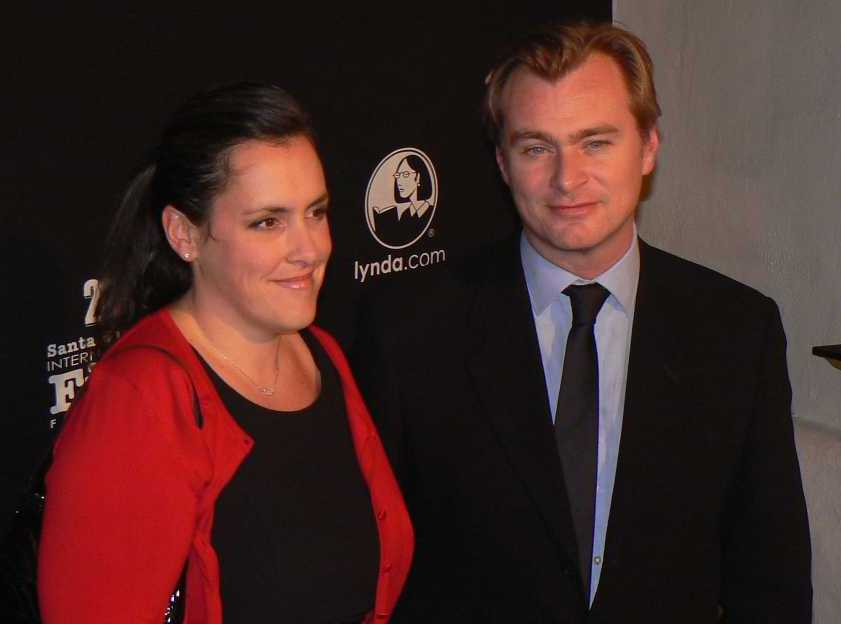
كريستوفر نولان مع زوجته إيما توماس في يناير 2011.

كريستوفر نولان متزوّجٌ من إيما توماس، التي التقى بِها في جامِعة لندن عندما كانَ بِعُمر التاسعة عَشر. هي عملت كمُنتجٍ تنفيذيّ لجميع أفلامِه كما أسّسا مَعاً شَركة الإنتاج سينكوبي. للزوجين أربعةُ أطفال ويعيشانِ معاً في لوس أنجلوس. نولان يحب الخصوصية ونادراً ما يناقش حياته الشخصية في المقابلات. ومع ذلك، فقد شارك علنًا بعض اهتماماته الاجتماعية والسياسية للمستقبل، مثل الظروف الحالية للأسلحة النووية والقضايا البيئية التي يقول إنها بحاجة إلى معالجة. كما أعرب عن إعجابه بالموضوعية العلمية، متمنياً أن يتم تطبيقها «في كل جانب من جوانب حضارتنا.»
نولان يفضل عدم استِخدام الهاتِف النقّال أو الرسائل الإلكترونية، وقد علّقَ على ذَلِك بقولِه: «ليسَ لأنني لاضي أو أكره التكنولوجيا ولكنّي ببساطة غير مُهتمٍّ بها [...] في الحَقيقة حينما قَدِمتُ إلى لوس أنجلوس في 1997 لم يَكُن أحدٌ يَستَخدِمُها لذلك بَقِتُ على هذا الحال.» هو أيضًا يمنع استخدام الهواتف في موقع التصوير.

## تقدير
بعد أن صنع بعض أكثر الأفلام شهرة وتأثيراً في عصره، صارَ النُقّاد والجماهير يحللون وينشاقون أعمال نولان. ووفقَاً لصحيفة وول ستريت جورنال: «قدرته في دمج نجاح شباك التذاكر مع الطموح الفني اعطته نفوذ كبير في الصناعة.» جيف أندرو من مَعهد الفيلم البريطاني وَصَف كريستوفر بأنّه «راوٍ خبيرٌ مُقنع» وأحدَ القلّة من المخرجين المعاصرين الذي يصنعون أفلام على مستوى شخصي عالي في هوليوود، بالإضافةِ لكونِ أفلامِه تتميّزُ «بالإبداعِ الفنيّ الكبير والذوقِ البصريّ الرفيع» فَضلاً عن «براعةِ السَردِ القَصصي والاهتمام غير الاعتيادي بالمسائِل الفَلسفيّة المُعقّدة.» وصفته مجلة فوربس في عام 2015 بأنه «واحد من أكثر صناع الأفلام نجاحًا واستحسانًا في عصرنا.» الأديب الفني ديفيد بوردويل قارن نولان بستانلي كوبريك، مشيداً بقدرته على تحويل الأفلام إلى عمل فني وترفيهي. كما أشاد المخرج والناقد مارك كوزين بنولان لاعتناقه الأفكار الكبيرة، «يتجنب عادة صانعي الأفلام في هوليوود عن الأفكار الجديدة، لكن ليس كريستوفر نولان.»
كما أُثنْيَ عليه العديد من معاصريه، وذكر بعضهم أنه ألهم أعمالهم. روبرت ويات مخرج نهوض كوكب القردة (2011)، قال في مقابلة أنه يظن نولان «رائد... وأن يعجب به كصانع أفلام خبير، لكن أيضاً كشخص أعطى الآخرين وراءه عصا لصد الرافضين الذين لم يعتقدوا أن الجمهور الحديث للسينما سيكون مستعد لاحتضان القصة والشخصيات بقدر المشهد». ماكيل مان مخرج حرارة والمطلع أثنى على «رؤيته المفردة» ووصفه ب«الفنان الحقيقي». نيكولا روغ قال عن نولان: «أفلامه فيها سحر... الناس تتحدث عن 'الفن التجاري' وهذا المصطلح عادة يلغي نفسه؛ نولان يعمل في المجال التجاري ومع ذلك هناك شيء شاعري جداً في أفلامه.»
خلال نقاش حول الفرق بين الفيلم الفني والتجاري، أشار ستيفن سبيلبرغ إلى ثلاثية فارس الظلام كمثال على النوعين؛ ووصف تذكار واستهلال بإنهما «تحفتين». كما تم الأشاد بنولان من قبل جيمس كاميرون، جييرمو ديل تورو، داني بويل، وونغ كار واي، ستيفن سودربرغ، سام ميندز، فرنر هرتزوغ، ماثيو فون، بول توماس أندرسون، بول غرينغراس، ريان جونسون، وأخرون.
الناقد مارك كيرمود أثنى على المخرج لجلبه انضباط ومبادئ السينما المستقلة إلى أفلام هوليوود الضخمة، واصفاً إياه «الدليل الحي على أنك لا تحتاج إلى النزول إلى أسفل المقام لكي تحقق الربح».
في 2007، وَضَعت مجلّةُ توتال فيلم اسمَ كريستوفر نولان في المرتبةِ 32 في قائمَتها لأفضَلِ المُخرجينَ على الإطلاق، وفي 2012 كانَ نولان في المرتبة الـ14 في قائِمَةِ صحيفة الغارديان لأفضَل 23 مُخرِج حولَ العالم. وكانَ ترتيبُه الـ12 في قائمة مجلّة انترتينمنت ويكلي لأفضَل 25 مُخرِج قيد العمل وكَتَبوا عَنه: «كريستوفر نولان أحد المخرجين النادرين عازم على جعلك، أيها المشاهد، تخرج من صالة السينما بعد الفيلم وتقول 'لم أرى أي شيء كهذا من قبل.'». وكانَ في المَرتَبةِ الثانية على نَفسِ قائمةِ المجلّة في 2011. في استطلاع قام به 17 أكاديمي في 2013، بخصوص أكثر المخرجين الذي تم الرجوع إليهم في المقالات والاطروحات خلال السنوات الخمس الماضية، أظهرت أن نولان كان المخرج الثاني الأكثر دراسة في المملكة المتحدة بعد كوينتن تارانتينو ومتقدماً على ألفريد هيتشكوك ومارتن سكورسيزي وستيفن سبيلبرغ. في 2015، دخل نولان في تايم 100، وهي قائمة سنوية تصدرها مجلة تايم تتضمن أكثر الأشخاص تأثيراً في العالم.
يعتبر نولان أيضاُ من المؤثرين على ألعاب الفيديو، فَفي 2013 كانَ اسمُه وارِداً ضِمنَ قائمةَ الـ100 شَخص المُهمّينَ في الألعاب في موقع مجلّة إكس بوكس الرسميّة، والتي قالت أن ألعاب الفيديو بدأت تبدوا مثل أفلامه «حازمة ومعقدة».

## الجوائز والتكريم

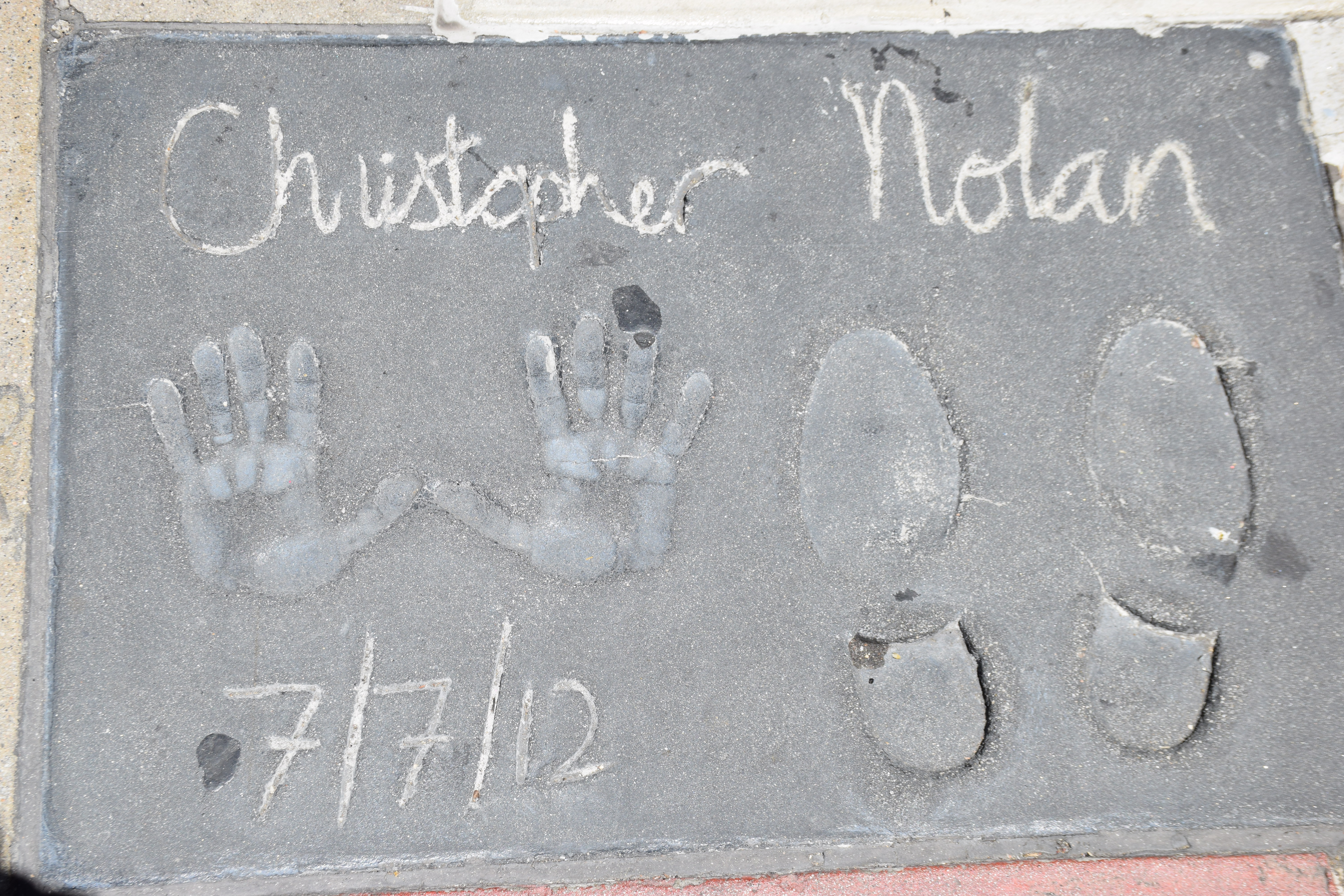
طبعة يدان وحذاء نولان أمام مسرح غرومان الصيني في هوليوود

تلقّى نولان العديدَ من الترشيحاتِ والجوائِزَ على أفلامه، فبعدَ عَرضِ فيلمه الأوّل تتبع في مَهرجان سلامدانس السينمائي عامَ 1999 فازَ بجائِزةِ الفيلم الأسود والأبيض. وفي 2001 خَلالَ مهرجان صاندانس السينمائي فازَ الأخوانِ كريستوفر وجوناثان بجائِزة والدو سات عن كِتابَتهم لفيلم تذكار. وفازَ كذلك بجائِزة سوني بونو فيجنري خِلالَ مَهرجان بالم سبرينجز السينمائي. باعتِبارِ أنّ نولان كاتِبٌ ومُخرِجٌ لأفلامِ خيالٍ علمي فقد فارَ ورُشِحَ لنيلِ العديد من الجوائِزِ في هذا المَجال كـ جوائز هوجو وجوائز السَديم وجوائز زحل. كما حَصَل على الزمالةِ الفخريّة من كلية لندن الجامعية في 2006 التي تُعطى للأفرادِ الذين حقّقوا نجاحاً مُميّزاً في مجالِ الفنونِ أو الأدبِ أو العلومِ أو الأعمالِ التجاريّة أو الحياة العامّة.
وقد حَصَل على جائزة بريطانيا للتميّز الفنّي من الأكاديمية البريطانية لفنون الفيلم والتلفزيون في عامِ 2011. كما حَصَل في ذاكَ العام على جائزة مودرن ماستر وهيَ أرفَعُ جائزة يُقدّمها مهرجان سانتا باربرا السينمائي، وعلّقَ روجر دورلينغ المُدير التنفيذي للمَهرجان بقوله: «كُلَّ أفلام نولان تَضَعُ معياراً جديداً لمُجتَمَعِ السينما، وأكبرُ مِثالٍ هُنا هو زرع الأفكار.» وفي 2012 كانَ أصغَرَ مُخرِجٍ يُكرَّمُ ويََعُ بصمّته على المَسرح الصيني في لوس أنجلوس. وقد أُختيرَ ليُقدِّمَ الخطابَ الأوّل في 2015 بجامعة برنستون، وقالَ الرَئيسُ المُشارِك مُعلّقاً عليه: «كريستوفر نولان أكثَرُ من كونِه مُخرِجاً، إنّه أحد المُفكّرين وصاحِبي الرؤى في عَصرنا، نحنُ سعيدونَ جدّاً لأنّه لبّى دعوتنا وسيُقدّم الكَلِمة الافتتاحيّة للعامِ الجديد. أنا مُعجَبٌ بطريقةِ صناعةِ نولان للأفلام، إنّها مُسلّية ومُبتكرة والأهم من هذا أنّها ذاتَ مَغزى.»
كما رُشِّح لنيل 3 جوائِزَ أوسكار و4 جوائِز غولدن غلوب لم يَنَل أيّاً منها، وفازَ بثلاثِ جوائز الروح المستقلة عن فيلمه تذكار. وبالمُجمل فقد حَظيَ نولان بـ126 جائِزة و119 تَرشيحاً. وفي 7 يناير 2024 حصل نولان على جائزة أفضل مخرج عن فيلمه أوبنهايمر في مهرجان جوائز الغولدن غلوب في عامه الحادي والثمانين. وفي 19 يناير 2024 منحت أكاديمية سيزار الفرنسية جائزة سيزار الفخرية للمخرج كريستوفر نولان تقديراً لمسيرته المهنية. وفي 10 مارس 2024 فاز كريستوفر نولان بأول جائزة أوسكار له، بحصوله على جائزة أفضل مخرج عن فيلمه الدرامي التاريخي Oppenheimer.

## قائِمة الأفلام
| السنة | العنوان بالعربية | العنوان الأصلي        | دوره في الفيلم | دوره في الفيلم | دوره في الفيلم | ملاحظات     | الإيرادات حول العالم |
| السنة | العنوان بالعربية | العنوان الأصلي        | مخرج           | منتج           | كاتب           | ملاحظات     | الإيرادات حول العالم |
| ----- | ---------------- | --------------------- | -------------- | -------------- | -------------- | ----------- | -------------------- |
| 1998  | تتبع             | Following             |                |                |                | محرر ومصور  | $240,495             |
| 2000  | تذكار            | Memento               |                |                |                |             | $39,723,096          |
| 2002  | أرق              | Insomnia              |                |                |                |             | $113,714,830         |
| 2005  | بداية باتمان     | Batman Begins         |                |                |                |             | $374,218,673         |
| 2006  | العَظَمة           | The Prestige          |                |                |                |             | $109,676,311         |
| 2008  | فارس الظلام      | The Dark Knight       |                |                |                |             | $1,004,558,444       |
| 2010  | استهلال          | Inception             |                |                |                |             | $825,532,764         |
| 2012  | نهوض فارس الظلام | The Dark Knight Rises |                |                |                |             | $1,084,439,099       |
| 2014  | بين النجوم       | Interstellar          |                |                |                |             | $660,152,094         |
| 2017  | دونكيرك          | Dunkirk               |                |                |                |             | $525,573,161         |
| 2020  | عقيدة            | Tenet                 |                |                |                |             | $365,304,105         |
| 2023  | أوبنهايمر        | Oppenheimer           |                |                |                |             | $972,444,774         |
| 2026  | الأوديسة         | The Odyssey           |                |                |                | لم يصدر بعد |                      |

## وصلات خارجية
- كريستوفر نولان على موقع IMDb (الإنجليزية)
- كريستوفر نولان على موقع ميتاكريتيك (الإنجليزية)
- كريستوفر نولان على موقع الموسوعة البريطانية (الإنجليزية)
- كريستوفر نولان على موقع روتن توميتوز (الإنجليزية)
- كريستوفر نولان على موقع مونزينجر (الألمانية)
- كريستوفر نولان على موقع ألو سيني (الفرنسية)
- كريستوفر نولان على موقع ميوزك برينز (الإنجليزية)
- كريستوفر نولان على موقع تيرنر كلاسيك موفيز (الإنجليزية)
- كريستوفر نولان على موقع أول موفي (الإنجليزية)
- كريستوفر نولان على موقع بوكس أوفيس موجو (الإنجليزية)